# Piz Nair (Albula)
Piz Nair – szczyt w paśmie Albula-Alpen, będącym częścią Alp Retyckich (Alpy Wschodnie). Leży w południowo-wschodniej Szwajcarii, w kantonie Gryzonia, niedaleko granicy z Włochami. Wznosi się na wysokość 3057 m n.p.m. Na jego stokach znajduje się ośrodek narciarski Corviglia-Piz Nair.
W 1948 roku rozgrywano tu bieg zjazdowy w ramach V Zimowych Igrzysk Olimpijskich, odbywających się w położonym kilka kilometrów na południowy wschód Sankt Moritz.